# Ридомильський замок
Ридомильський замок — втрачена оборонна споруда в селі Ридомиль Почаївської міської громади Кременецького району Тернопільської області України.

## Відомості
У  XV ст. для захисту від татар збудовано над урвищем замок. 
Замок у Ридомлі згадується під 1463 р. як власність князя Солтана Васильовича Збаразького. 
У 1637 р. княжна Соломорецька подарувала маєток і давній замок в Ридомлі князю Миколаю Чарторийському та його дружині  Ізабеллі, сестрі князя Самійла Корецького.
У XVII ст. на старому замчищі князь Чарторийський спорудив мурований замок.
Невідомо чи здобували Ридомильську твердиню козаки Богдана Хмельницького, які у 1648 р. пограбували Почаївський монастир. Найімовірніше, що остаточний занепад  фортеці спричинили руйнування під час війни з турками у 1675 році.
У XVIII ст. замок втратив своє оборонне значення й перейшов у запустіння.
У ХІХ ст. на урвистій горі знаходилися руїни колись великого замку й рештки стін, цегли, кафлі, залізні предмети. На залишках башт замку був герб Равіч.
Нині місце, де стояв замок, забудоване, залишки фортеці не збереглися.
Про зовнішній вигляд уже неіснуючого замку в Ридомлі можна судити тільки з малюнків Йогана Генріха Мюнца (1781 р.) та Наполеона Орди (1870-ті рр.).